# La testa perduta di Damasceno Monteiro
La testa perduta di Damasceno Monteiro è un romanzo giallo di Antonio Tabucchi, ambientato nei luoghi più poveri e affollati di Lisbona. Nel libro l'autore coniuga la narrazione delle indagini al tema sociale degli abusi dell'autorità costituita, quando essa diventa corrotta e violenta.

## Storia editoriale
Il romanzo è basato su un fatto di cronaca riguardante un giovane di nome Carlos Rosa, che nel maggio 1996 a Sacavém, nella periferia di Lisbona, venne assassinato e il cui corpo decapitato fu ritrovato in un bosco. Nel settembre 1997, qualche mese dopo la pubblicazione del testo tabucchiano, il poliziotto Fernando Santos confessò di aver sparato a Rosa, trattenuto in un commissariato della Guarda Nacional Republicana per furto, e di averne occultato il cadavere.
Tabucchi per il nome fittizio della vittima si ispirò a quello di un commediografo portoghese nato a fine Ottocento.
Il primo titolo scelto per il romanzo era La testa tagliata di Damasceno Monteiro, presente sul bollino della SIAE dell'edizione 1997.
Il libro è stato tradotto in catalano, portoghese, francese, turco, macedone, spagnolo, danese, ebraico, giapponese, finlandese, polacco, inglese, cinese, rumeno, persiano, arabo, tedesco, croato, thailandese e coreano.

## Trama
Il vecchio gitano Manolo scopre un cadavere decapitato tra i cespugli di un parco pubblico a Porto: restio all'integrazione con le istituzioni, rifiuta di denunciare il fatto alla polizia e di rilasciare dichiarazioni; accetterà invece di raccontare ciò che ha visto e sentito la notte dell'omicidio ad un  giovane inviato di un giornale scandalistico di Lisbona, Firmino, il quale, da parte sua, sogna invece di dedicarsi un giorno alla ricerca letteraria e di scrivere un saggio su Vittorini e la sua influenza sul romanzo portoghese.
Il giovane ucciso è Damasceno Monteiro, che si scoprirà essere il garzone di una ditta di commercio internazionale, rimasto coinvolto in un traffico di sostanze stupefacenti proveniente da Hong Kong e gestito addirittura dal sergente della Guarda Nacional che egli aveva ingenuamente tentato di ricattare quando a sua volta ne era stato scoperto.
L'accusa contro gli agenti della "guardia civil" viene sostenuta dall'avvocato Fernando de Mello Sequeira, detto Loton per via di una spiccata somiglianza fisica con l'attore Charles Laughton, seguace delle teorie del filosofo del diritto Hans Kelsen e in particolare della Grundnorm, tale che con l'intento di giungere ad una giustizia suprema si individui nella norma superiore la giustificazione ad ogni comportamento, anche il più aberrante. In fondo, si chiede de Mello, cosa saranno mai le azioni degli uomini di fronte all'infinità dello spazio e all'eternità del tempo? Ed ancora, citando il poeta Holderlin (il quale attendeva lettere dal passato che lo avrebbero aiutato a comprendere gli avvenimenti precedenti), l'avvocato (nella sua esperienza capace di decidere di quando in quando se aspettare, pubblicare l'articolo o emettere un comunicato stampa) conclude il discorso chiedendosi se, come il poeta è morto pazzo, non sia forse pazzia anche il suo voler attendere o cercare di sapere la verità circa il passato.
Le parole dell'avvocato infatti si rivelano fragili: le pur colte citazioni letterarie della sua sentita arringa non riescono a far presa sulla coscienza di una giuria distratta, forse vittima di intimidazioni dirette o indirette, e di esse nulla resta neppure nelle registrazioni fatte da Firmino.
Non di meno la realtà si rivela carica di soprusi, violenze, abusi, malversazioni, miseria, entro cui i diritti individuali vengono regolarmente calpestati anche dall'uso arbitrario del potere poliziesco: il sergente, infatti, come in seguito scoprirà lo stesso Firmino, sarà assolto, dacché tra l'altro costringerà dei suoi subordinati ad accollarsi le accuse di occultamento di cadavere e omissione di atti d'ufficio. 
Il giornalista tuttavia sarà invitato da Loton a tornare per la riapertura del processo e, da parte sua, scoprirà inaspettatamente nel giornalismo una professione da esercitare con lucidità e come una missione, al di là sia delle intimidazioni sia delle differenze sociali.

## Edizioni
- Antonio Tabucchi, La testa perduta di Damasceno Monteiro, 1ª ed., Milano, Feltrinelli, marzo 1997, ISBN 9788807015182.